# 1. Fußball-Club Nürnberg Verein für Leibesübungen 1975-1976
Questa voce raccoglie le informazioni riguardanti il 1. Fußball-Club Nürnberg Verein für Leibesübungen nelle competizioni ufficiali della stagione 1975-1976.

## Stagione
Nella stagione 1975-1976 il Norimberga, allenato da Hans Tilkowski, concluse il campionato di 2. Bundesliga al 2º posto. In Coppa di Germania il Norimberga fu eliminato al terzo turno dal Darmstadt.

## Rosa
| N. |                     | Ruolo | Calciatore          |
| -- | ------------------- | ----- | ------------------- |
|    | Germania (bandiera) | P     | Jürgen Bucher       |
|    | Germania (bandiera) | P     | Gerhard Hummel      |
|    | Germania (bandiera) | P     | Klaus Müller        |
|    | Germania (bandiera) | P     | Franz Schwarzwälder |
|    | Germania (bandiera) | D     | Günter Dämpfling    |
|    | Germania (bandiera) | D     | Norbert Eder        |
|    | Germania (bandiera) | D     | Kurt Geinzer        |
|    | Germania (bandiera) | D     | Rudolf Hannakampf   |
|    | Germania (bandiera) | D     | Ulrich Pechtold     |
|    | Germania (bandiera) | D     | Manfred Rüsing      |
|    | Germania (bandiera) | D     | Peter Stocker       |
|    | Germania (bandiera) | D     | Rudolf Sturz        |

| N. |                     | Ruolo | Calciatore              |
| -- | ------------------- | ----- | ----------------------- |
|    | Germania (bandiera) | D     | Horst Weyerich          |
|    | Serbia (bandiera)   | C     | Branislav Krstić        |
|    | Germania (bandiera) | C     | Walter Lachmann         |
|    | Germania (bandiera) | C     | Dieter Lieberwirth      |
|    | Germania (bandiera) | C     | Jan Majkowski           |
|    | Germania (bandiera) | C     | Dieter Nüssing          |
|    | Serbia (bandiera)   | C     | Slobodan Petrovic       |
|    | Germania (bandiera) | C     | Reinhold Schöll         |
|    | Germania (bandiera) | A     | Karlheinz Meininger     |
|    | Germania (bandiera) | A     | Hans-Günter von de Fenn |
|    | Germania (bandiera) | A     | Hans Walitza            |

## Organigramma societario
Area tecnica
- Allenatore: Hans Tilkowski
- Allenatore in seconda:
- Preparatore dei portieri:
- Preparatori atletici:

## Calciomercato

### Sessione estiva
| Acquisti | Acquisti           | Acquisti          | Acquisti |
| R.       | Nome               | da                | Modalità |
| -------- | ------------------ | ----------------- | -------- |
| P        | Gerhard Hummel     | FC Herzogenaurach |          |
| C        | Branislav Krstić   | VfR Mannheim      |          |
| C        | Dieter Lieberwirth | TSV 1859 Roth     |          |
| D        | Peter Stocker      | Wacker Burghausen |          |

| Cessioni | Cessioni              | Cessioni          | Cessioni |
| R.       | Nome                  | a                 | Modalità |
| -------- | --------------------- | ----------------- | -------- |
| C        | Hans Otto Hiestermann | Colonia           |          |
| P        | Gerhard Neef          | FC Herzogenaurach |          |
| D        | Dietmar Schabacker    | Darmstadt         |          |

### Sessione invernale
| Acquisti | Acquisti | Acquisti | Acquisti |
| R.       | Nome     | da       | Modalità |
| -------- | -------- | -------- | -------- |

| Cessioni | Cessioni | Cessioni | Cessioni |
| R.       | Nome     | a        | Modalità |
| -------- | -------- | -------- | -------- |

## Risultati

### 2. Bundesliga

#### Girone di andata
| Arbitro: | Berner |

|                                                     |           |                                          |
| Nüssing 8’ Meininger 43’, 62’ Pechtold 58’ Eder 79’ | Marcatori | 10’, 14’ Weinkauff 27’ Seiler 68’ Müller |

| Arbitro: | Schumann |

|  |           |                                     |
|  | Marcatori | 47’, 89’ Nüssing 56’ (rig.) Walitza |

| Norimberga 20 agosto 1975 3ª giornata | Norimberga | 0 – 0 referto | FSV Francoforte | Städtisches Stadion (23 000 spett.)\| Arbitro: \| Ferro \| |
| Arbitro:                              | Ferro      |               |                 |                                                            |

| Arbitro: | Haselberger |

|             |           |  |
| Metzger 18’ | Marcatori |  |

| Arbitro: | Dreher |

|                           |           |          |
| Pechtold 4’ Meininger 29’ | Marcatori | 28’ Jörg |

| Arbitro: | Aldinger |

|                         |           |                                                                            |
| Klier 47’ Ritz 85’, 87’ | Marcatori | 29’ Majkowski 66’, 69’, 90’ Walitza 78’ Nüssing 82’ Meininger 89’ Petrovic |

| Arbitro: | Greiner |

|                           |           |                 |
| Meininger 63’ Walitza 71’ | Marcatori | 15’ Heidenreich |

| Arbitro: | Schröder |

|                  |           |                                       |
| Hofmann 38’, 70’ | Marcatori | 10’ Nüssing 51’ Walitza 90’ Meininger |

| Arbitro: | Wohlfarth |

|                                                      |           |  |
| Nüssing 8’, 11’ Walitza 41’ Krstić 51’ Meininger 84’ | Marcatori |  |

| Arbitro: | Hontheim |

|                                                 |           |                         |
| Scheermann 15’ Janz 23’ Warken 58’ Granitza 88’ | Marcatori | 67’ Walitza 89’ Nüssing |

| Arbitro: | Eichhorn |

|                  |           |                               |
| Walitza 17’, 28’ | Marcatori | 40’ (rig.), 78’ (rig.) Diener |

| Arbitro: | Gaus |

|                             |           |  |
| Link 32’ Harm 52’ Adler 78’ | Marcatori |  |

| Arbitro: | Walz |

|              |           |  |
| Pechtold 43’ | Marcatori |  |

| Arbitro: | Hellwig |

|  |           |                       |
|  | Marcatori | 47’ Nüssing 65’ Sturz |

| Arbitro: | Messmer |

|                           |           |  |
| Nüssing 31’, 54’ Eder 41’ | Marcatori |  |

| Arbitro: | Huster |

|          |           |                              |
| Volp 15’ | Marcatori | 41’, 90’ Nüssing 74’ Walitza |

| Arbitro: | Schmoock |

|                                                               |           |                   |
| Meininger 8’ Walitza 28’, 36’ Nüssing 50’ Petrovic 68’ (rig.) | Marcatori | 72’ (rig.) Sieber |

| Arbitro: | Wohlfarth |

|                      |           |  |
| Meininger 71’ (rig.) | Marcatori |  |

| Arbitro: | Linn |

|            |           |  |
| Magath 79’ | Marcatori |  |

#### Girone di ritorno
| Arbitro: | Schumann |

|  |           |                                             |
|  | Marcatori | 38’ Nüssing 47’ Walitza 87’ (rig.) Petrovic |

| Arbitro: | Stegner |

|                                                        |           |            |
| Petrovic 10’ (rig.) Eder 14’ Meininger 43’ (rig.), 53’ | Marcatori | 44’ Eckert |

| Arbitro: | Haselberger |

|               |           |             |
| Genz 18’, 57’ | Marcatori | 60’ Walitza |

| Arbitro: | Schröder |

|                         |           |  |
| Walitza 42’ Nüssing 71’ | Marcatori |  |

| Arbitro: | Ulm |

|  |           |             |
|  | Marcatori | 83’ Nüssing |

| Arbitro: | Schmoock |

|                                   |           |             |
| Sturz 36’ Walitza 42’ Nüssing 54’ | Marcatori | 14’ Köstler |

| Arbitro: | Boos |

|                                               |           |                                            |
| Heidenreich 58’ Pechtold 78’ (aut.) Sterz 81’ | Marcatori | 37’, 62’ Walitza 82’ Majkowski 85’ Nüssing |

| Arbitro: | Aldinger |

|                                    |           |                        |
| Meininger 1’ Walitza 22’ Sturz 87’ | Marcatori | 28’ Lausen 52’ Hofmann |

| Arbitro: | Dreher |

|             |           |                   |
| Schroff 64’ | Marcatori | 31’ (aut.) Renner |

| Arbitro: | Ferro |

|                                    |           |                  |
| Walitza 80’ (rig.) Janz 87’ (aut.) | Marcatori | 2’, 44’ Granitza |

| Arbitro: | Wohlfarth |

|          |           |  |
| Koch 25’ | Marcatori |  |

| Arbitro: | Schumann |

|  |           |                        |
|  | Marcatori | 36’ (rig.), 49’ Sebert |

| Arbitro: | Greiner |

|                          |           |  |
| Drexler 76’ Bechtold 88’ | Marcatori |  |

| Arbitro: | Röder |

|           |           |  |
| Sturz 81’ | Marcatori |  |

| Arbitro: | Nickel |

|  |           |             |
|  | Marcatori | 89’ Stocker |

| Arbitro: | Boos |

|                                                   |           |  |
| Pechtold 28’ Nüssing 32’ Lieberwirth 55’ Eder 64’ | Marcatori |  |

| Arbitro: | Riegg |

|          |           |                     |
| Zapf 32’ | Marcatori | 49’ (rig.) Petrovic |

| Arbitro: | Schmoock |

|  |           |             |
|  | Marcatori | 24’ Nüssing |

| Norimberga 13 giugno 1976 38ª giornata | Norimberga | 0 – 0 referto | Saarbrücken | Städtisches Stadion (28 000 spett.)\| Arbitro: \| Walz \| |
| Arbitro:                               | Walz       |               |             |                                                           |

### Coppa di Germania
| Arbitro: | Haselberger |

|                          |           |             |
| Pechtold 13’ Nüssing 62’ | Marcatori | 57’ Lippens |

| Arbitro: | Haselberger |

|          |           |  |
| Eder 94’ | Marcatori |  |

| Arbitro: | Messmer |

|                             |           |             |
| Metz 10’, 98’ Schleiter 92’ | Marcatori | 85’ Walitza |

## Statistiche

### Statistiche di squadra
| Competizione      | Punti | In casa | In casa | In casa | In casa | In casa | In casa | In trasferta | In trasferta | In trasferta | In trasferta | In trasferta | In trasferta | Totale | Totale | Totale | Totale | Totale | Totale | DR  |
| Competizione      | Punti | G       | V       | N       | P       | Gf      | Gs      | G            | V            | N            | P            | Gf           | Gs           | G      | V      | N      | P      | Gf     | Gs     | DR  |
| ----------------- | ----- | ------- | ------- | ------- | ------- | ------- | ------- | ------------ | ------------ | ------------ | ------------ | ------------ | ------------ | ------ | ------ | ------ | ------ | ------ | ------ | --- |
| 2. Bundesliga     | 54    | 19      | 14      | 4       | 1       | 45      | 17      | 19           | 10           | 2            | 7            | 33           | 25           | 38     | 24     | 6      | 8      | 78     | 42     | +36 |
| Coppa di Germania | -     | 2       | 2       | 0       | 0       | 3       | 1       | 1            | 0            | 0            | 1            | 1            | 3            | 3      | 2      | 0      | 1      | 4      | 4      | 0   |
| Totale            | 54    | 21      | 16      | 4       | 1       | 48      | 18      | 20           | 10           | 2            | 8            | 34           | 28           | 41     | 26     | 6      | 9      | 82     | 46     | +36 |

### Andamento in campionato
| Giornata  | 1 | 2 | 3 | 4 | 5 | 6 | 7 | 8 | 9 | 10 | 11 | 12 | 13 | 14 | 15 | 16 | 17 | 18 | 19 | 20 | 21 | 22 | 23 | 24 | 25 | 26 | 27 | 28 | 29 | 30 | 31 | 32 | 33 | 34 | 35 | 36 | 37 | 38 |
| --------- | - | - | - | - | - | - | - | - | - | -- | -- | -- | -- | -- | -- | -- | -- | -- | -- | -- | -- | -- | -- | -- | -- | -- | -- | -- | -- | -- | -- | -- | -- | -- | -- | -- | -- | -- |
| Luogo     | C | T | C | T | C | T | C | T | C | T  | C  | T  | C  | T  | C  | T  | C  | C  | T  | T  | C  | T  | C  | T  | C  | T  | C  | T  | C  | T  | C  | T  | C  | T  | C  | T  | T  | C  |
| Risultato | V | V | N | P | V | V | V | V | V | P  | N  | P  | V  | V  | V  | V  | V  | V  | P  | V  | V  | P  | V  | V  | V  | V  | V  | N  | N  | P  | P  | P  | V  | V  | V  | N  | V  | N  |
| Posizione | 3 | 2 | 3 | 7 | 7 | 3 | 2 | 2 | 1 | 3  | 3  | 4  | 2  | 2  | 2  | 1  | 1  | 1  | 2  | 2  | 2  | 2  | 2  | 2  | 2  | 2  | 2  | 2  | 2  | 2  | 2  | 3  | 2  | 2  | 2  | 2  | 2  | 2  |

Legenda:

Luogo: C = Casa; T = Trasferta. Risultato: V = Vittoria; N = Pareggio; P = Sconfitta.

### Statistiche dei giocatori
| Giocatore        | 2. Bundesliga | 2. Bundesliga | 2. Bundesliga | 2. Bundesliga | Relegation Bundesliga | Relegation Bundesliga | Relegation Bundesliga | Relegation Bundesliga | Coppa di Germania | Coppa di Germania | Coppa di Germania | Coppa di Germania | Totale   | Totale | Totale      | Totale     |
| Giocatore        | Presenze      | Reti          | Ammonizioni   | Espulsioni    | Presenze              | Reti                  | Ammonizioni           | Espulsioni            | Presenze          | Reti              | Ammonizioni       | Espulsioni        | Presenze | Reti   | Ammonizioni | Espulsioni |
| ---------------- | ------------- | ------------- | ------------- | ------------- | --------------------- | --------------------- | --------------------- | --------------------- | ----------------- | ----------------- | ----------------- | ----------------- | -------- | ------ | ----------- | ---------- |
| J. Bucher        | 1             | 0             | 0             | 0             | 0                     | 0                     | 0                     | 0                     | 0                 | 0                 | 0                 | 0                 | 1        | 0      | 0           | 0          |
| G. Dämpfling     | 8             | 0             | 0             | 0             | 1                     | 0                     | 0                     | 0                     | 0                 | 0                 | 0                 | 0                 | 9        | 0      | 0           | 0          |
| N. Eder          | 26            | 4             | 1             | 0             | 1                     | 0                     | 0                     | 0                     | 3                 | 1                 | 1                 | 0                 | 30       | 5      | 2           | 0          |
| K. Geinzer       | 24            | 0             | 5             | 0             | 0                     | 0                     | 0                     | 0                     | 3                 | 0                 | 0                 | 0                 | 27       | 0      | 5           | 0          |
| R. Hannakampf    | 26            | 0             | 3             | 0             | 1                     | 0                     | 0                     | 1                     | 2                 | 0                 | 0                 | 0                 | 29       | 0      | 3           | 1          |
| G. Hummel        | 2             | 0             | 0             | 0             | 0                     | 0                     | 0                     | 0                     | 1                 | 0                 | 0                 | 0                 | 3        | 0      | 0           | 0          |
| B. Krstić        | 14            | 1             | 0             | 0             | 1                     | 0                     | 0                     | 0                     | 0                 | 0                 | 0                 | 0                 | 15       | 1      | 0           | 0          |
| W. Lachmann      | 13            | 0             | 0             | 0             | 1                     | 0                     | 0                     | 0                     | 0                 | 0                 | 0                 | 0                 | 14       | 0      | 0           | 0          |
| D. Lieberwirth   | 12            | 1             | 0             | 0             | 2                     | 0                     | 0                     | 0                     | 2                 | 0                 | 0                 | 0                 | 16       | 1      | 0           | 0          |
| J. Majkowski     | 35            | 2             | 1             | 0             | 2                     | 0                     | 0                     | 0                     | 2                 | 0                 | 0                 | 0                 | 39       | 2      | 1           | 0          |
| K. Meininger     | 31            | 12            | 0             | 0             | 1                     | 0                     | 0                     | 0                     | 3                 | 0                 | 0                 | 0                 | 35       | 12     | 0           | 0          |
| K. Müller        | 2             | 0             | 0             | 0             | 0                     | 0                     | 0                     | 0                     | 0                 | 0                 | 0                 | 0                 | 2        | 0      | 0           | 0          |
| D. Nüssing       | 38            | 21            | 4             | 0             | 2                     | 0                     | 0                     | 0                     | 3                 | 1                 | 0                 | 0                 | 43       | 22     | 4           | 0          |
| U. Pechtold      | 36            | 4             | 4             | 0             | 2                     | 0                     | 0                     | 0                     | 3                 | 1                 | 1                 | 0                 | 41       | 5      | 5           | 0          |
| S. Petrovic      | 29            | 5             | 2             | 1             | 2                     | 0                     | 0                     | 0                     | 2                 | 0                 | 0                 | 0                 | 33       | 5      | 2           | 1          |
| M. Rüsing        | 33            | 0             | 5             | 0             | 2                     | 0                     | 0                     | 0                     | 1                 | 0                 | 0                 | 0                 | 36       | 0      | 5           | 0          |
| F. Schwarzwälder | 35            | 0             | 1             | 0             | 2                     | 0                     | 0                     | 0                     | 3                 | 0                 | 0                 | 0                 | 40       | 0      | 1           | 0          |
| R. Schöll        | 6             | 0             | 1             | 0             | 0                     | 0                     | 0                     | 0                     | 1                 | 0                 | 0                 | 0                 | 7        | 0      | 1           | 0          |
| P. Stocker       | 38            | 1             | 8             | 0             | 2                     | 0                     | 0                     | 0                     | 3                 | 0                 | 0                 | 0                 | 43       | 1      | 8           | 0          |
| R. Sturz         | 31            | 4             | 2             | 0             | 2                     | 1                     | 0                     | 0                     | 3                 | 0                 | 1                 | 1                 | 36       | 5      | 3           | 1          |
| H. Walitza       | 33            | 21            | 5             | 0             | 2                     | 1                     | 0                     | 0                     | 3                 | 1                 | 0                 | 0                 | 38       | 23     | 5           | 0          |
| H. Weyerich      | 1             | 0             | 0             | 0             | 0                     | 0                     | 0                     | 0                     | 0                 | 0                 | 0                 | 0                 | 1        | 0      | 0           | 0          |
| H. de Fenn       | 3             | 0             | 1             | 0             | 0                     | 0                     | 0                     | 0                     | 0                 | 0                 | 0                 | 0                 | 3        | 0      | 1           | 0          |